# Green Room
Green Room és una pel·lícula de thriller de terror nord-americà del 2015 escrita i dirigida per Jeremy Saulnier, i produïda per Neil Kopp, Victor Moyers i Anish Savjani. Protagonitzada per Anton Yelchin, Imogen Poots, Alia Shawkat, Joe Cole, Callum Turner i Patrick Stewart, la pel·lícula se centra en una banda punk que es veu atacada per skinheads neonazis després de presenciar un assassinat en un club remot del nord-oest del Pacífic. El film va sorgir del desig de Saulnier de dirigir un thriller ambientat en una habitació verda.
El rodatge va tenir lloc durant l'octubre de 2014 a Portland, Oregon. Va ser finançada i produïda per Broad Green Pictures. Green Room es va projectar a la secció de la Quinzena dels Directors al Festival de Cannes de 2015. Al Festival Internacional de Cinema de Toronto de 2015, la pel·lícula va quedar tercera en la votació per al premi Grolsch People's Choice Midnight Madness. Va tenir una estrena limitada el 15 d'abril de 2016, abans de ser estrenada àmpliament el 13 de maig a l'A24. Va aparèixer a les llistes de molts crítics com una de les millors pel·lícules del 2016 i va rebre una nominació al Premi Empire del 2017 a la millor pel·lícula de terror, però va recaptar només 3,8 milions de dòlars amb un pressupost de 5 milions de dòlars. Ha estat subtitulada al català.